# John Brittleton
John Brittleton (5 tháng 5 năm 1906 – 1982) là một cầu thủ bóng đá người Anh thi đấu ở Football League cho Aston Villa. Cha của ông Tom cũng là một cầu thủ bóng đá chuyên nghiệp thi đấu cho đội tuyển Anh.